# Saeeda Etebari
Saeeda Etebari (1988/1989) é uma joalheira afegã, que teve meningite quando tinha um ano de idade; o que a deixou surda. Ela ingressou no Instituto Turquoise Mountain para a Arquitetura e a Arte Afegãs e formou-se em fabricação de joias e tem a cultura afegã como inspiração para a criação de suas peças. Ela foi escolhida para fazer uma exposição no Smithsonian em Washington DC. Em 2021, ela foi reconhecida como uma das 100 Mulheres mais inspiradoras do mundo, pela BBC.

## Infância e educação
Saeeda Etebari nasceu num campo de refugiados paquistanês, sendo a terceira de nove filhos. Quando ela tinha apenas um ano de idade, desenvolveu meningite, resultando em perda auditiva e na incapacidade de falar. Saeeda não podia ir à escola, então seu pai fundou uma escola para surdos para que ela pudesse aprender.
Depois de se formar, o irmão de Saeeda sugeriu que ela se inscrevesse no Instituto Turquoise Mountain, onde ela estudou design de joias artesanais.

## Exposição no Smithsonian
Em 2016, Saeeda Etebari foi escolhida para expor no Museu Smithsonian, ao lado de Abdul Matin Malekzadah e Sughra Hussainy. Sendo essa uma de suas peças mais famosas: um colar de esmeraldas e ouro que desenhou em colaboração com a joalheria britânica Pippa Small.